# Mártires (película)
Mártires es una película de terror escrita y dirigida por Pascal Laugier. Fue proyectada por primera vez durante el Festival de Cine de Cannes en 2008. La película fue estrenada en Francia el 3 de septiembre de 2008.
En 2015 se estrenó una versión estadounidense, dirigida por Kevin y Michael Goetz.

## Argumento
Una joven llamada Lucie (Jessie Pham) escapa de un viejo y desolado edificio utilizado para torturar sujetos de prueba, donde había sido encarcelada y maltratada físicamente por un largo período de tiempo. No hay signos de abuso sexual, y los autores y sus motivaciones siguen siendo un misterio. Lucie es internada en un orfanato, donde entabla amistad con una joven llamada Anna (Erika Scott). Anna pronto descubre que Lucie cree que está constantemente siendo aterrorizada por una mujer desfigurada y cubierta de cicatrices.
Quince años después, Lucie (Mylène Jampanoï) irrumpe en la casa de una familia y los mata a todos con una escopeta. Lucie llama a Anna (Morjana Alaoui) para decirle que por fin ha encontrado y matado a las personas responsables de su abuso en la infancia, y le pide ayuda para enterrar los cuerpos. Al llegar, Anna está horrorizada ante la masacre, y teme que Lucie pudiera haber asesinado a la gente equivocada. Anna descubre más tarde que la madre todavía está viva y trata de ayudarla a escapar, pero las dos son descubiertas por Lucie, que golpea a la madre hasta matarla. Tras esto, Lucie es nuevamente atacada por la mujer llena de cicatrices, pero Anna solo ve que es la propia Lucie quien se está haciendo daño. En un flashback se explica que la "criatura" es una manifestación psicológica de la culpa de Lucie por dejar atrás a otra chica que también estaba encarcelada en el lugar donde ella fue torturada durante su infancia. Lucie le dice a la aparición que había matado a sus verdugos y que ya puede descansar, pero no tiene ningún efecto. Al ver que la aparición sigue allí, Lucie sale de la casa y se corta la garganta.
Al día siguiente, después del luto por la muerte de su amiga, Anna intenta limpiar la casa y descubre un pasadizo secreto. La joven descubre que en una habitación subterránea hay una mujer torturada y cubierta de cicatrices, con un artefacto de metal clavado en la cabeza. Mientras Anna intenta cuidar de ella y limpiar sus heridas, un grupo de desconocidos llegan y matan a la mujer torturada. Capturada por los recién llegados, Anna conoce a su líder, una mujer de edad avanzada a quien sus subalternos se refieren como  Mademoiselle (Catherine Bégin). Ella explica que pertenece a una sociedad secreta que busca descubrir los secretos de la vida después de la muerte a través de la creación de "mártires". Los miembros de la sociedad ejercen actos sistemáticos de tortura en contra de mujeres jóvenes, en la creencia de que su sufrimiento se traducirá en una visión trascendente de un mundo más allá del que todos pueden percibir. Hasta ahora, todos sus intentos han fracasado.
Anna se convierte en la nueva prisionera de la sociedad, siendo encerrada en la cámara subterránea. Después de un determinado período de tiempo, durante el cual fue golpeada reiteradamente y degradada, Anna alucina una conversación con Lucie, quien le dice que debe "entregarse" para no tener más miedo. Poco después, se menciona que Anna ha progresado más que cualquier otro sujeto de la prueba, y es sometida a una "etapa final". La joven es llevada ante un cirujano y desollada viva. Anna sobrevive al procedimiento, y entra en un estado que se describe como "euforia", similar a alcanzar la trascendencia. Mademoiselle llega al lugar dispuesta a hablar con Anna acerca de su experiencia. La joven se dirige entonces a la mujer y le susurra su experiencia al oído.
Los miembros de la sociedad comienzan a reunirse en la casa para aprender de la visión compartida por Anna a Mademoiselle. Mientras Mademoiselle se prepara, un miembro duda y le pregunta si lo que Anna dijo era claro y preciso. Mademoiselle le contesta que no hay margen para la interpretación, y le pregunta si podía imaginar lo que viene después de la muerte. Cuando él dice que no, la mujer le dice que siga dudando, y pone una pistola en su boca y se dispara a sí misma. Un texto informa a la audiencia que "mártir" en griego significa "testigo".

## Reparto

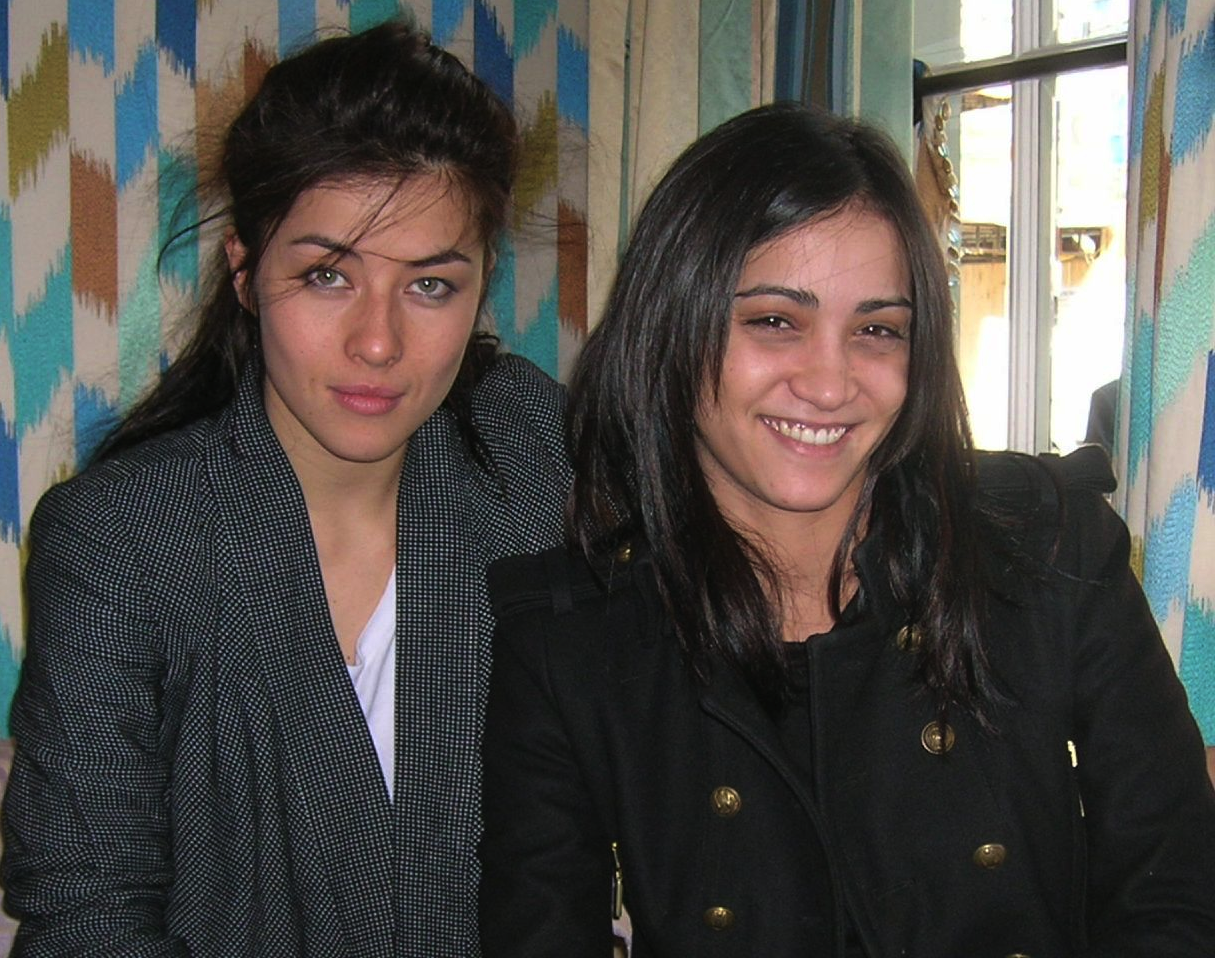
Las actrices Mylène Jampanoï y Morjana Alaoui.

- Morjana Alaoui: Anna Assaoui
  - Erika Scott: Anna joven
- Mylène Jampanoï: Lucie Jurin
  - Jessie Pham: Lucie joven
- Catherine Bégin: Mademoiselle
- Isabelle Chasse: La criatura
- Robert Toupin: El padre
- Patricia Tulasne: La madre
- Juliette Gosselin: Marie
- Xavier Dolan: Antoine

## Producción
Pascal Laugier dijo:

La película fue rechazada por todos los grandes estudios de cine francés y por muchas actrices también. (...) La película fue apoyada por Canal+, el único canal de televisión en Francia que todavía financia algunos proyectos inusuales.

También comenta que la principal dificultad aparte de las cuestiones técnicas, como los efectos especiales fue mantener a la actriz llorando todo el tiempo, y que eso fue demasiado exigente.

## Recepción
Mártires recibió una respuesta mixta por parte de la crítica cinematográfica. La película posee un 64% de comentarios favorables en Rotten Tomatoes, basado en un total de 39 reseñas.
La película fue clasificada como un nuevo ejemplo de "Las nuevas películas de terror francés". Mártires es similar a la película francesa À l'intérieur con respecto a los niveles de violencia que representa. La película recibió +18 de calificación en Francia que los productores de la película apelaron. La Sociedad Francesa de Directores de Cine (SRF) también ha pedido al Ministerio de Cultura de Francia de volver a examinar la decisión señalando que "esta es la primera vez que una película de género francés amenazó con tal calificación". La Unión de Periodistas de Cine ha adoptado la misma posición que la SRF, alegando censura.